# سیارک ۴۱۸۹
سیارک ۴۱۸۹ (به انگلیسی: 4189 Sayany، نامگذاری:1979SV9) چهار هزار و صد و هشتاد و نهمین سیارک کشف شده‌است که در ۲۲ سپتامبر ۱۹۷۹ کشف شد.
قدر مطلق سیارک برابر ۱۳٫۷۰ است.